# Nationaal park Taroko

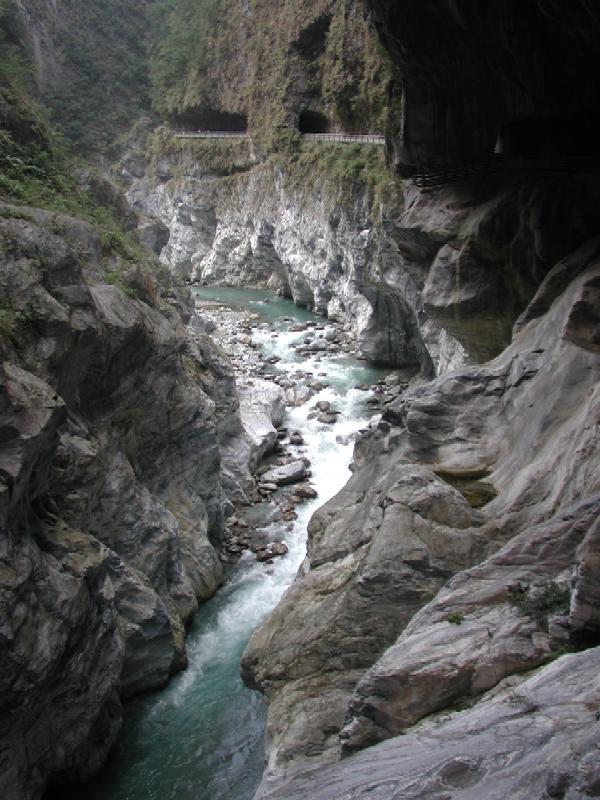
De tunnel van de negen bochten, nationaal park Taroko

Het nationaal park Taroko (太魯閣國家公園) is een van de zes nationale parken in Taiwan. Het is gesticht op 28 november 1986 en overspant delen van de regio's Hualian, Taijhong en Nantou. De naam verwijst naar de Tarokokloof. "Taroko" verwijst naar de oorspronkelijke bewoners, de Truku. 
Sinds 2005 behoort het nationaal park tot de "Acht Gezichten van Taiwan" (臺灣八景).

Locatie (groene vlek) in Taiwan

Alishan · Kenting · Liefdesrivier · Nationaal Paleismuseum · Taipei 101 · Taroko · Yushan · Zon-Maanmeer